# 佩雷西卡
51°3′11″N 24°49′42″E / 51.05306°N 24.82833°E
佩雷西卡（羅馬化：Peresika）是烏克蘭的村落，位於該國西部沃倫州，由科韋利區負責管轄，面積0.64平方公里，海拔高度188米，2001年人口105，人口密度每平方公里163.04人。